# Чивитанова дел Санио
Чивитано̀ва дел Са̀нио (на италиански: Civitanova del Sannio) е село и община в Централна Италия, провинция Изерния, регион Молизе. Разположено е на 656 m надморска височина. Населението на общината е 952 души (към 2010 г.).